# Brilliant Adventure (1992–2001)
Brilliant Adventure (1992–2001) is een boxset van de Britse muzikant David Bowie, uitgebracht in 2021. Het album bevat het werk dat Bowie tussen 1992 en 2001 uitbracht, en bestaat uit acht albums met elf cd's. De muziek die Bowie met zijn band Tin Machine heeft uitgebracht, is hier niet in opgenomen. In de boxset zijn de studioalbums Black Tie White Noise, The Buddha of Suburbia, 1. Outside, Earthling en 'hours...' te vinden.
Exclusief bij de boxset zijn BBC Radio Theatre, een livealbum waarop Bowie's volledige show voor de BBC uit 2000 te horen is (een ingekorte versie was eerder te horen op Bowie at the Beeb), en Re:Call 5, een nieuwe compilatie van non-album singles, singleversies van nummers en B-kanten, die is bedoeld als opvolger van Re:Call 1, Re:Call 2, Re:Call 3 en Re:Call 4 uit de vorige boxsets Five Years (1969-1973), Who Can I Be Now? (1974–1976), A New Career in a New Town (1977–1982) en Loving the Alien (1983–1988).
In de boxset is tevens een afgemaakte versie van Toy te horen. Voor dit album nam Bowie oude nummers opnieuw op. Het album werd eind 2000 geproduceerd en zou in 2001 worden uitgebracht, maar het werd door platenmaatschappij Virgin Records opzij geschoven omdat het "commercieel niet te verkopen" zou zijn. Een alternatieve versie van Toy lekte in 2011 uit op het internet. Deze versie bevatte de nummers "Slip Away" en "Afraid", die later in een andere versie ook op Heathen zouden verschijnen, maar miste de nummers "Can't Help Thinking About Me" en "Karma Man". Op 7 januari 2022 kwam Toy uit als alleenstaand album; deze versie omslaat drie cd's en bevat alternatieve remixen en outtakes van nummers.

## Tracklist

### Black Tie White Noise
- Alle nummers geschreven door Bowie, tenzij anders vermeld.

| Nr. | Titel                                     | Schrijver(s)                        | Duur |
| --- | ----------------------------------------- | ----------------------------------- | ---- |
| 1.  | "The Wedding"                             |                                     | 5:04 |
| 2.  | "You've Been Around"                      | Bowie, Reeves Gabrels               | 4:45 |
| 3.  | "I Feel Free" (met Mick Ronson)           | Pete Brown, Jack Bruce              | 4:52 |
| 4.  | "Black Tie White Noise" (met Al B. Sure!) |                                     | 4:52 |
| 5.  | "Jump They Say"                           |                                     | 4:22 |
| 6.  | "Nite Flights"                            | Noel Scott Engel                    | 4:30 |
| 7.  | "Pallas Athena"                           |                                     | 4:40 |
| 8.  | "Miracle Goodnight"                       |                                     | 4:14 |
| 9.  | "Don't Let Me Down & Down"                | Tahra Mint Hembara, Martine Valmont | 4:55 |
| 10. | "Looking for Lester"                      | Bowie, Nile Rodgers                 | 3:54 |
| 11. | "I Know It's Gonna Happen Someday"        | Morrissey, Mark E. Nevin            | 4:14 |
| 12. | "The Wedding Song"                        |                                     | 4:29 |

### The Buddha of Suburbia
- Alle nummers geschreven door Bowie.

| Nr. | Titel                                                  | Duur |
| --- | ------------------------------------------------------ | ---- |
| 1.  | "The Buddha of Suburbia"                               | 4:28 |
| 2.  | "Sex and the Church"                                   | 6:25 |
| 3.  | "South Horizons"                                       | 5:26 |
| 4.  | "The Mysteries"                                        | 7:12 |
| 5.  | "Bleed Like a Craze, Dad"                              | 5:22 |
| 6.  | "Strangers When We Meet"                               | 4:58 |
| 7.  | "Dead Against It"                                      | 5:48 |
| 8.  | "Untitled No. 1"                                       | 5:01 |
| 9.  | "Ian Fish, U.K. Heir"                                  | 6:27 |
| 10. | "The Buddha of Suburbia" (met Lenny Kravitz op gitaar) | 4:19 |

### 1. Outside
- Alle teksten geschreven door Bowie.

| Nr. | Titel                                         | Schrijver(s)                                                                     | Gezongen vanuit het oogpunt van         | Duur |
| --- | --------------------------------------------- | -------------------------------------------------------------------------------- | --------------------------------------- | ---- |
| 1.  | "Leon Takes Us Outside"                       | Bowie, Brian Eno, Reeves Gabrels, Mike Garson, Erdal Kızılçay, Sterling Campbell | Leon Blank                              | 1:25 |
| 2.  | "Outside"                                     | Bowie, Kevin Armstrong                                                           | proloog                                 | 4:04 |
| 3.  | "The Hearts Filthy Lesson"                    | Bowie, Eno, Gabrels, Garson, Kızılçay, Campbell                                  | Detective Nathan Adler                  | 4:57 |
| 4.  | "A Small Plot of Land"                        | Bowie, Eno, Gabrels, Garson, Kızılçay, Campbell                                  | De inwoners van Oxford Town, New Jersey | 6:36 |
| 5.  | "(Segue) – Baby Grace (A Horrid Cassette)"    | Bowie, Eno, Gabrels, Garson, Kızılçay, Campbell                                  | Baby Grace Blue                         | 1:39 |
| 6.  | "Hallo Spaceboy"                              | Bowie, Eno                                                                       | Paddy                                   | 5:14 |
| 7.  | "The Motel"                                   | Bowie                                                                            | Leon Blank                              | 6:49 |
| 8.  | "I Have Not Been to Oxford Town"              | Bowie, Eno                                                                       | Leon Blank                              | 3:47 |
| 9.  | "No Control"                                  | Bowie, Eno                                                                       | Detective Nathan Adler                  | 4:33 |
| 10. | "(Segue) – Algeria Touchshriek"               | Bowie, Eno, Gabrels, Garson, Kızılçay, Campbell                                  | Algeria Touchshriek                     | 2:03 |
| 11. | "The Voyeur of Utter Destruction (as Beauty)" | Bowie, Eno, Gabrels                                                              | The Artist/Minotaur                     | 4:21 |
| 12. | "(Segue) – Ramona A. Stone/I Am with Name"    | Bowie, Eno, Gabrels, Garson, Kızılçay, Campbell                                  | Ramona A. Stone en haar acolieten       | 4:01 |
| 13. | "Wishful Beginnings"                          | Bowie, Eno                                                                       | The Artist/Minotaur                     | 5:08 |
| 14. | "We Prick You"                                | Bowie, Eno                                                                       | Leden van de rechtbank                  | 4:33 |
| 15. | "(Segue) Nathan Adler"                        | Bowie, Eno, Gabrels, Garson, Kızılçay, Campbell                                  | Detective Nathan Adler                  | 1:00 |
| 16. | "I'm Deranged"                                | Bowie, Eno                                                                       | The Artist/Minotaur                     | 4:31 |
| 17. | "Thru' These Architects Eyes"                 | Bowie, Gabrels                                                                   | Leon Blank                              | 4:22 |
| 18. | "(Segue) Nathan Adler"                        | Bowie, Eno                                                                       | Detective Nathan Adler                  | 0:28 |
| 19. | "Strangers When We Meet"                      | Bowie                                                                            | Leon Blank                              | 5:07 |

### Earthling
- Alle teksten geschreven door Bowie; alle muziek geschreven door Bowie, Reeves Gabrels en Mark Plati, tenzij anders vermeld.

| Nr. | Titel                             | Schrijver(s)     | Duur |
| --- | --------------------------------- | ---------------- | ---- |
| 1.  | "Little Wonder"                   |                  | 6:02 |
| 2.  | "Looking for Satellites"          |                  | 5:21 |
| 3.  | "Battle for Britain (The Letter)" |                  | 4:48 |
| 4.  | "Seven Years in Tibet"            | Bowie, Gabrels   | 6:22 |
| 5.  | "Dead Man Walking"                | Bowie, Gabrels   | 6:50 |
| 6.  | "Telling Lies"                    | Bowie            | 4:49 |
| 7.  | "The Last Thing You Should Do"    |                  | 4:57 |
| 8.  | "I'm Afraid of Americans"         | Bowie, Brian Eno | 5:00 |
| 9.  | "Law (Earthlings on Fire)"        | Bowie, Gabrels   | 4:48 |

### 'hours...'
- Alle nummers geschreven door Bowie en Reeves Gabrels, behalve "What's Really Happening?" met tekst van Alex Grant.

| Nr. | Titel                                 | Duur |
| --- | ------------------------------------- | ---- |
| 1.  | "Thursday's Child"                    | 5:24 |
| 2.  | "Something in the Air"                | 5:46 |
| 3.  | "Survive"                             | 4:11 |
| 4.  | "If I'm Dreaming My Life"             | 7:04 |
| 5.  | "Seven"                               | 4:04 |
| 6.  | "What's Really Happening?"            | 4:10 |
| 7.  | "The Pretty Things Are Going to Hell" | 4:40 |
| 8.  | "New Angels of Promise"               | 4:35 |
| 9.  | "Brilliant Adventure"                 | 1:54 |
| 10. | "The Dreamers"                        | 5:14 |

### BBC Radio Theatre, London, June 27, 2000
- Alle nummers geschreven door Bowie, tenzij anders vermeld.

CD 1
| Nr. | Titel                             | Schrijver(s)                   | Duur |
| --- | --------------------------------- | ------------------------------ | ---- |
| 1.  | "Wild Is the Wind"                | Ned Washington, Dmitri Tjomkin | 6:22 |
| 2.  | "Ashes to Ashes"                  |                                | 5:04 |
| 3.  | "Seven"                           | Bowie, Reeves Gabrels          | 4:15 |
| 4.  | "This Is Not America"             | Bowie, Lyle Mays, Pat Metheny  | 3:46 |
| 5.  | "Absolute Beginners"              |                                | 6:34 |
| 6.  | "Always Crashing in the Same Car" |                                | 4:09 |
| 7.  | "Survive"                         | Bowie, Gabrels                 | 4:57 |
| 8.  | "The London Boys"                 |                                | 3:56 |
| 9.  | "I Dig Everything"                |                                | 4:57 |
| 10. | "Little Wonder"                   | Bowie, Gabrels, Mark Plati     | 3:51 |

CD 2
| Nr. | Titel                        | Schrijver(s)                      | Duur |
| --- | ---------------------------- | --------------------------------- | ---- |
| 1.  | "The Man Who Sold the World" |                                   | 3:58 |
| 2.  | "Fame"                       | Bowie, John Lennon, Carlos Alomar | 4:14 |
| 3.  | "Stay"                       |                                   | 5:46 |
| 4.  | "Hallo Spaceboy"             | Bowie, Brian Eno                  | 5:22 |
| 5.  | "Cracked Actor"              |                                   | 4:12 |
| 6.  | "I'm Afraid of Americans"    | Bowie, Eno                        | 5:32 |
| 7.  | "All the Young Dudes"        |                                   | 3:42 |
| 8.  | "Starman"                    |                                   | 4:31 |
| 9.  | ""Heroes""                   |                                   | 5:42 |
| 10. | "Let's Dance"                |                                   | 6:17 |

### Toy
- Alle nummers geschreven door Bowie.

| Nr. | Titel                           | Originele versie op                                                             | Duur |
| --- | ------------------------------- | ------------------------------------------------------------------------------- | ---- |
| 1.  | "I Dig Everything"              | Single uit 1966, Early On (1964-1966), 1991                                     | 5:03 |
| 2.  | "You've Got a Habit of Leaving" | Single uit 1965, Early On (1964-1966), 1991                                     | 4:48 |
| 3.  | "The London Boys"               | B-kant van "Rubber Band" uit 1966, The Deram Anthology 1966–1968, 1997          | 3:47 |
| 4.  | "Karma Man"                     | The World of David Bowie, 1970                                                  | 3:46 |
| 5.  | "Conversation Piece"            | B-kant van "The Prettiest Star" uit 1970, Five Years (1969-1973), 2015          | 3:53 |
| 6.  | "Shadow Man"                    | limited edition van Heathen, 2002                                               | 4:40 |
| 7.  | "Let Me Sleep Beside You"       | The Deram Anthology 1966–1968, 1997                                             | 3:14 |
| 8.  | "Hole in the Ground"            | Conversation Piece, 2019                                                        | 3:32 |
| 9.  | "Baby Loves That Way"           | B-kant van "You've Got a Habit of Leaving" uit 1965, Early On (1964-1966), 1991 | 4:37 |
| 10. | "Can't Help Thinking About Me"  | Single uit 1966, Early On (1964-1966), 1991                                     | 3:25 |
| 11. | "Silly Boy Blue"                | David Bowie, 1967                                                               | 5:35 |
| 12. | "Toy (Your Turn to Drive)"      | Nothing Has Changed, 2014                                                       | 4:16 |

### Re:Call 5
- Alle nummers geschreven door Bowie en Reeves Gabrels, tenzij anders vermeld.

CD 1
| Nr. | Titel                                                                | Schrijver(s)                                                              | Duur |
| --- | -------------------------------------------------------------------- | ------------------------------------------------------------------------- | ---- |
| 1.  | "Real Cool World" (van de soundtrack van Cool World)                 | Bowie                                                                     | 5:29 |
| 2.  | "Jump They Say" (singleversie)                                       | Bowie                                                                     | 3:54 |
| 3.  | "Lucy Can't Dance"                                                   | Bowie                                                                     | 5:47 |
| 4.  | "Black Tie White Noise" (radioversie, met Al B. Sure!)               | Bowie                                                                     | 3:51 |
| 5.  | "Don't Let Me Down & Down" (Indonesische versie)                     | Tahra Mint Hembara                                                        | 4:56 |
| 6.  | "The Buddha of Suburbia" (singleversie, met Lenny Kravitz op gitaar) | Bowie                                                                     | 4:25 |
| 7.  | "The Hearts Filthy Lesson" (radioversie)                             | Bowie, Brian Eno, Gabrels, Mike Garson, Erdal Kızılçay, Sterling Campbell | 3:34 |
| 8.  | "Nothing to Be Desired"                                              | Bowie, Eno                                                                | 2:16 |
| 9.  | "Strangers When We Meet" (edit)                                      | Bowie                                                                     | 4:57 |
| 10. | "Get Real"                                                           | Bowie                                                                     | 2:52 |
| 11. | "The Man Who Sold the World" (Live Eno Mix)                          | Bowie                                                                     | 4:21 |
| 12. | "I'm Afraid of Americans" (van de soundtrack van Showgirls)          | Bowie, Eno                                                                | 5:12 |
| 13. | "Hallo Spaceboy" (Pet Shop Boys Remix)                               | Bowie, Eno                                                                | 4:27 |
| 14. | "I Am with Name" (alternatieve versie)                               | Bowie, Eno, Gabrels, Garson, Kızılçay, Campbell                           | 4:09 |
| 15. | "A Small Plot of Land" (lange versie van de soundtrack van Basquiat) | Bowie, Eno, Gabrels, Garson, Kızılçay, Campbell                           | 3:20 |

CD 2
| Nr. | Titel                                                                               | Schrijver(s)                  | Duur |
| --- | ----------------------------------------------------------------------------------- | ----------------------------- | ---- |
| 1.  | "Little Wonder" (edit)                                                              | Bowie, Gabrels, Mark Plati    | 3:44 |
| 2.  | "A Fleeting Moment" (ook bekend als "Seven Years in Tibet", Mandarijnse versie)     |                               | 4:00 |
| 3.  | "Dead Man Walking" (edit)                                                           |                               | 4:03 |
| 4.  | "Seven Years in Tibet" (edit)                                                       |                               | 4:04 |
| 5.  | "Planet of Dreams" (met Gail Ann Dorsey)                                            | Bowie, Gail Ann Dorsey        | 4:11 |
| 6.  | "I'm Afraid of Americans" (V1 - edit)                                               | Bowie, Eno                    | 4:30 |
| 7.  | "I Can't Read" (lange versie van de soundtrack van The Ice Storm)                   |                               | 5:27 |
| 8.  | "A Foggy Day in London Town" (met Angelo Badalamenti)                               | George Gershwin, Ira Gershwin | 5:25 |
| 9.  | "Fun" (BowieNet Mix)                                                                |                               | 3:31 |
| 10. | "The Pretty Things Are Going to Hell" (lange versie van de soundtrack van Stigmata) |                               | 4:49 |
| 11. | "Thursday's Child" (radioversie)                                                    |                               | 5:34 |
| 12. | "We All Go Through"                                                                 |                               | 4:20 |
| 13. | "No One Calls"                                                                      |                               | 3:52 |

CD 3
| Nr. | Titel                                                          | Schrijver(s)   | Duur |
| --- | -------------------------------------------------------------- | -------------- | ---- |
| 1.  | "We Shall Go to Town"                                          |                | 3:55 |
| 2.  | "1917"                                                         |                | 3:31 |
| 3.  | "The Pretty Things Are Going to Hell" (edit)                   |                | 4:02 |
| 4.  | "Thursday's Child" (versie uit Omikron: The Nomad Soul)        |                | 5:34 |
| 5.  | "New Angels of Promise" (versie uit Omikron: The Nomad Soul)   |                | 4:39 |
| 6.  | "The Dreamers" (versie uit Omikron: The Nomad Soul)            |                | 5:43 |
| 7.  | "Seven" (demo)                                                 |                | 4:09 |
| 8.  | "Survive" (Marius de Vries mix)                                |                | 4:17 |
| 9.  | "Something in the Air" (van de soundtrack van American Psycho) |                | 6:03 |
| 10. | "Seven" (Marius de Vries mix)                                  |                | 4:15 |
| 11. | "Pictures of Lily"                                             | Pete Townshend | 5:01 |